# Hagendorfit
Hagendorfit ist ein selten vorkommendes Mineral aus der Mineralklasse der „Phosphate, Arsenate und Vanadate“ mit der chemischen Formel NaCaMnFe2+2[PO4]3, ist also chemisch gesehen ein Natrium-Calcium-Mangan-Eisen-Phosphat.
Hagendorfit kristallisiert im monoklinen Kristallsystem, entwickelt aber nur sehr selten mit bloßem Auge sichtbare, durchscheinende Kristalle bis etwa vier Millimeter Größe. Meist findet er sich in Form derber, spätiger Massen von dunkelgrüner bis schwarzgrüner Farbe.
Mit Varulith bildet Hagendorfit eine lückenlose Mischkristall-Reihe.

## Etymologie und Geschichte
Erstmals entdeckt wurde Hagendorfit im Corneliaschacht von Hagendorf-Süd im Landkreis Neustadt an der Waldnaab in der Oberpfalz und beschrieben 1954 durch Karl Hugo Strunz, der das Mineral nach seiner Typlokalität benannte.
Das Typmaterial des Minerals wird an der Harvard University in Cambridge (Massachusetts) in den USA unter der Katalog-Nr. 107297 aufbewahrt.

## Klassifikation
Bereits in der veralteten, aber teilweise noch gebräuchlichen 8. Auflage der Mineralsystematik nach Strunz gehörte der Hagendorfit zur Mineralklasse der „Phosphate, Arsenate und Vanadate“ und dort zur Abteilung der „Wasserfreie Phosphate [PO4]3−, ohne fremde Anionen“, wo er zusammen mit Alluaudit, Arseniopleit, Bobfergusonit, Ferroalluaudit, Ferrohagendorfit, Ferrorosemaryit, Ferrowyllieit, Karyinit, Maghagendorfit, Qingheiit, Rosemaryit, Varulith und Wyllieit die „Alluaudit-Gruppe“ mit der System-Nr. VII/A.06 bildete.
Die seit 2001 gültige und von der International Mineralogical Association (IMA) verwendete 9. Auflage der Strunz’schen Mineralsystematik ordnet den Hagendorfit ebenfalls in die Abteilung der „Phosphate usw. ohne zusätzliche Anionen; ohne H2O“ ein. Diese ist allerdings weiter unterteilt nach der relativen Größe der beteiligten Kationen, so dass das Mineral entsprechend seiner Zusammensetzung in der Unterabteilung „Mit mittelgroßen und großen Kationen“ zu finden ist, wo es als Namensgeber die „Hagendorfitgruppe“ mit der System-Nr. 8.AC.10 und den weiteren Mitgliedern Alluaudit, Arseniopleit, Bradaczekit, Groatit, Karyinit, Ferroalluaudit, Ferrohagendorfit, Johillerit, Maghagendorfit, Manitobait, Nickenichit, O’Danielit, Varulith und Yazganit bildet.
Auch die vorwiegend im englischen Sprachraum gebräuchliche Systematik der Minerale nach Dana ordnet den Hagendorfit in die Klasse der „Phosphate, Arsenate und Vanadate“ und dort in die Abteilung der „Wasserfreie Phosphate etc.“ ein. Hier ist er in der „Alluaudit-Wyllieitgruppe (Alluaudit-Untergruppe)“ mit der System-Nr. 38.02.03 innerhalb der Unterabteilung „Wasserfreie Phosphate etc., (A+B2+)5(XO4)3“ zu finden.

## Kristallstruktur
Hagendorfit kristallisiert monoklin in der Raumgruppe I2/a (Raumgruppen-Nr. 15, Stellung 7) mit den Gitterparametern a = 10,93 Å; b = 12,59 Å; c = 6,51 Å und β = 98,0° sowie 4 Formeleinheiten pro Elementarzelle.

## Eigenschaften
Hagendorfit ist in dünnen Schichten stark pleochroistisch, das heißt je nachdem aus welcher Richtung das Licht durch den Kristall fällt, zeigt das Mineral eine Farbänderung von gelblichgrün (senkrecht zur x-Achse) über blaugrün bis grasgrün (senkrecht zur z-Achse).

## Bildung und Fundorte
Hagendorfit bildet sich in komplexen Granit-Pegmatiten, wo er meist vergesellschaftet mit Hämatit, Triphylin und Wolfeit auftritt.
Als seltene Mineralbildung konnte Hagendorfit nur an wenigen Orten nachgewiesen werden, wobei bisher knapp 20 Fundorte bekannt sind. Neben seiner Typlokalität Hagendorf in der Oberpfalz konnte das Mineral in Deutschland nur noch am Hennenkobel (Hühnerkobel) nahe Rabenstein (Zwiesel) in Niederbayern gefunden werden.
Europaweit kennt man Hagendorfit noch aus Vernéřov (deutsch Wernersreuth) und Otov in der tschechischen Region Böhmen; Lutomia (Leutmannsdorf) und Michałkowa (Michelsdorf) in der polnischen Region Niederschlesien; Mangualde in Portugal sowie Skrumpetorp (Östergötland), Norrö (Södermanland) und Varuträsk (Västerbotten) in Schweden.
Weitere Fundorte liegen in Bolivien, Kanada, Namibia, Ruanda und den Vereinigten Staaten von Amerika (USA).